# Loricariichthys anus
Loricariichthys anus – gatunek słodkowodnej ryby sumokształtnej z rodziny zbrojnikowatych (Loricariidae), występujący w Ameryce Południowej. Opisany po raz pierwszy w 1835 roku przez Achille Valenciennesa pod nazwą Loricaria anus. W 1980 pozycja systematyczna gatunku została zrewidowana przez Isbrückera.
Osiąga nieco ponad 25 cm, aczkolwiek holotyp MNHN A-9456 ma 396 mm długości (SL), a maksymalna notowana długość wynosi 46 cm. Ma silnie spłaszczone, dość szerokie ciało, pokryte tarczkami. Z zachowania bardzo spokojna, w hodowli akwariowej można ją łączyć nawet z dużo mniejszymi rybami. Glonożerca, od czasu do czasu pobiera pokarm tabletkowany.